# Ivica Rajić
Ivica Rajić, alias Viktor Andrić, est né le 5 mai 1958 dans le village de Johovac, dans la municipalité de Kiseljak, en Bosnie-Herzégovine. Diplômé d’une école militaire de l’ex-Yougoslavie, il tenait le grade de capitaine (première classe) dans l’ancienne Armée populaire yougoslave. 
Durant la guerre en Bosnie, il était le commandant du Deuxième Groupe opérationnel du Conseil de défense croate (HVO), une unité de soldats Croates de Bosnie-Herzégovine basée à Kiseljak, une ville alors située dans la zone opérationnelle de Bosnie centrale.
Il est condamné le 8 mai 2006 à douze ans d’emprisonnement pour sa participation, en octobre 1993, à l’attaque et la destruction du village de Stupni Do qui provoqua la mort d’environ 37 civils, ainsi qu'à la rafle et aux traitements inhumains de plus de 250 hommes musulmans dans la ville de Vareš. 

## L'acte d'accusation

### Les faits reprochés
Le 21 octobre 1993, à la suite d’une attaque menée par l’armée de Bosnie-Herzégovine (Armija Bosne i Hercegovine) dans la municipalité de Vareš, le commandant adjoint des forces armées du HVO ordonna à Ivica Rajic et aux forces du HVO de se rendre maîtres de la situation à Vareš et dans les environs. Le 23 octobre 1993, le chef de l'état-major principal du HVO ordonna à Ivica Rajić de « régler la situation à Vares, sans faire de quartier ».
En compagnie de quelque 200 soldats du HVO, il fut ainsi responsable de l'attaque et de la destruction quasi totale du village bosniaque Stupni Do les 23 et 24 octobre 1993 pendant lesquelles, 37 civils, hommes, femmes, vieillards et enfants musulmans, perdirent la vie. Parmi les horreurs commises décrites, les faits relatent les corps calcinés de deux femmes âgées, dont l’une était infirme dans une maison. On retrouva aussi sept membres d’une même famille musulmane (deux hommes, trois femmes et deux enfants âgés de deux et trois ans) brûlés eux aussi, dans l’abri où ils s’étaient réfugiés.
Six combattants environ se trouvaient parmi les 37 victimes. 
Ils firent sortir de force les habitants de leurs maisons et de leurs cachettes, les dépouillèrent de leurs objets de valeur, et infligèrent aux musulmanes des violences sexuelles. Les survivants furent déportés.
De même Ivica Rajić ordonna aux forces du HVO placées sous son commandement de rassembler les hommes musulmans de Vareš en âge de porter les armes et de les placer en détention. À la suite de cet ordre, les forces du HVO assemblèrent plus de 250 hommes musulmans et les possédèrent dans deux écoles, l’école « Ivan Goran Kovacic » et l’école « Vladimir Nazor ». Au cours de cette opération, les officiers et les soldats du HVO pénétrèrent dans les maisons, maltraitèrent les personnes qui s’y trouvaient et les dépouillèrent de leurs objets de valeur. Des soldats du HVO brutalisèrent et molestèrent également des prisonniers musulmans.

### Les chefs d'accusation
L’acte d’accusation initial à l’encontre d’Ivica Rajić fut émis le 29 août 1995, celui amendé le 14 janvier 2004. Ainsi, il fut accusé le 13 janvier 2004 par le TPIY d’infractions graves aux Conventions de Genève et de violations des lois ou coutumes de la guerre notamment de meurtre et homicide intentionnel, atteintes à la dignité des personnes, détention illégale, traitements cruels et inhumains, appropriation, pillage et destruction de biens.

### L'arrestation et le jugement
Après plusieurs années de fuites et malgré la protection du ministre croate de la Défense de l’époque, Gojko Susak (en), il fut arrêté en avril 2003 dans la région de Split (probablement dans la ville même) par la police croate.
Après avoir été remis au TPIY dès juin 2003, il fut transféré dans le quartier pénitentiaire du Tribunal. Le 27 juin 2003, il comparut devant le Tribunal et plaida dans un premier temps non coupable.
En 2005, à la suite d'un accord sur le plaidoyer, Ivica Rajić plaida coupable des chefs d’accusation d’homicide intentionnel, de traitement inhumain, d’appropriation de propriété et de destruction sans motif militaire, tous considérés comme des infractions graves aux Conventions de Genève. En contrepartie, l'accusation abandonna ses poursuites concernant les autres chefs d’accusation. La chambre de première instance déclara l'accusé coupable des quatre chefs d’accusation retenus dans l’accord sur le plaidoyer et le condamna le 8 mai 2006 à douze ans d’emprisonnement.